# František Mnohoslav Vrána
František Mnohoslav Vrána, pseudonym Miloš Velenský (5. prosince 1853 Němčice nad Hanou – 6. června 1882 Královo Pole) byl moravský učitel, básník, folklorista a překladatel polské poezie.

## Životopis
Narodil se v rodině Valentina Vrány (1829–1881) a Anny roz. Matouškové (1831–1920). Měl tři sestry: Annu (1858), Terezii (1868) a Mariannu (1868–1957).
Studoval učitelské ústavy v Olomouci a Brně. Od roku 1876 působil jako podučitel v Židlochovicích, v roce 1878 se stal správcem školy v Hukovicích, a posléze byl jmenován řídícím učitelem matiční školy v Jihlavě.
Mimo své povolání překládal z polštiny, sbíral a vydal několik souborů moravských lidových pověstí, pohádek a povídek. Publikoval také dvě vlastní básnické sbírky: Z vesny života (1879, první vydání obsahovalo 16 básní jeho zemřelého přítele Václava Boh. Pelikána, které ale vydával za své, v druhém vydání byly tyto básně odstraněny) a Nad proudem žití (1882). Ani jedna sbírka ale neměla větší ohlas.
Přispíval do pedagogických časopisů a r. 1880 se stal spoluzakladatelem časopisu Národ a škola s přílohou Literární listy, kterou redigoval. Zemřel na souchotiny.

## Dílo
- Kytice z moravských pověstí – pro milou naši mládež. Brno: Karel Winkler, 1878[3]
- Z vesny života: básně – Brno: Vojtěch Tuma, 1879[4]
- Moravské národní pohádky a pověsti – Sešit 1. Z okolí Němčického na Hané. Brno: vlastním nákladem, 1880[5]
- Moravské národní dětské hry, říkadla, popěvky a hádanky – Velké Meziříčí: J. F. Šašek, 1880
- Nad proudem žití: nové básně a písně – Brno: V. Tuma, 1882[6]
- Nový krasořečník: výbor národních pověstí, ballad a bájí z nejnovějších básní výpravných pro dospělejší mládež – Praha: Josef Mikuláš, 1882[7]
- Krakonoš a Růženka – J. V. Novák. Krakonoš, lakomec a chudá žena – F. V. Kodym. Syn chudé žebračky – Josef Skalka. Sněhulka – F. M. Vrána. Praha: František Bačkovský, 1895
- Pohádky a pověsti – Jarolím Schaefer; B. M. Kulda, Františka Stránecká, F. M. Vrána, kresby Dobroslava Bilovská. Brno: Josef Stejskal, 1943

### Překlady
- Kytice z Krasického bajek: pro českou mládež – Ignacy Krasicki. Brno: v. n., 1877?[8]
- Památka po dobré matce, čili, Poslední rady její dceři – Klementina z Taňských-Hoffmannová.  Praha: F. A. Urbánek, 1879[9]